# Islamisation
Ne doit pas être confondu avec l'arabisation.
 (juin 2020).
 (juin 2020).
- Si vous ne connaissez pas le sujet, laissez ce bandeau (vous pouvez alors contacter les auteurs).
- Si vous supprimez le contenu mis en cause (vous pouvez préalablement contacter les auteurs),

argumentez précisément cette suppression dans la page de discussion
(un manque de référence n'est pas un argument ; une recherche réelle de référence doit avoir été effectuée, être formellement documentée).
Le terme d'islamisation décrit la conversion d'une société civile à l'islam. Selon le Grand Robert de la langue française, ce terme est attesté dès 1903 dans la Revue générale des sciences.

## Historique

### Aux débuts

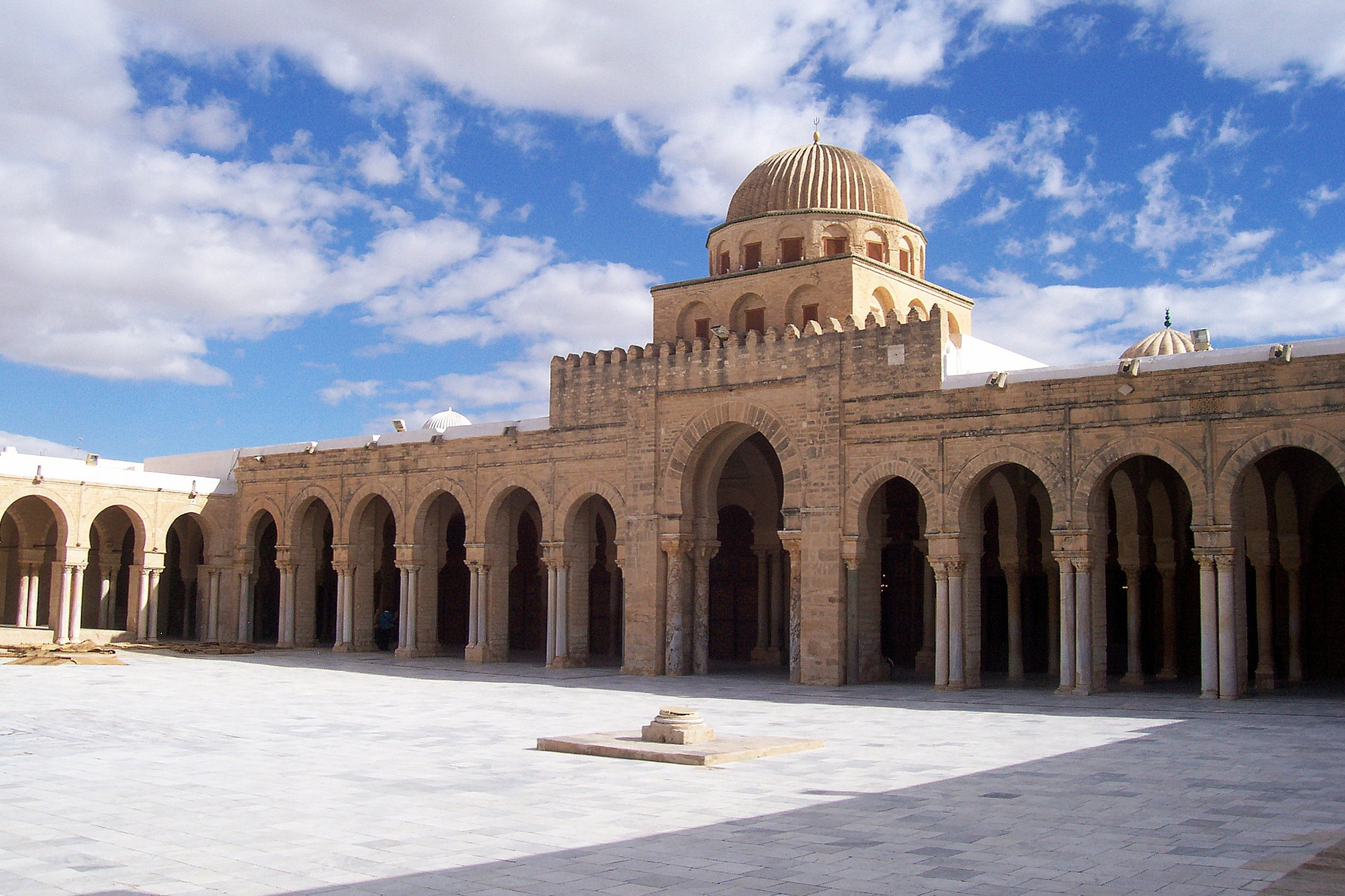
La grande mosquée de Kairouan, fondée en 670 par le général et conquérant arabe Oqba Ibn Nafi, est la plus ancienne mosquée du Maghreb et de l'Afrique du Nord et constitue un témoin architectural de l'islamisation de ces régions ; elle est située à Kairouan en Tunisie.

L'islamisation accompagne l'expansion militaire et politique rapide des Arabes dans les premiers siècles après Mahomet. Alors que les premiers gouvernements islamiques furent mis rapidement en place en Afrique du Nord et en Iran, la conversion des populations releva d'un processus bien plus lent.
La Dhimma assure en grande partie le succès de la politique d'islamisation des territoires hors d'Arabie, et l'extinction progressive des peuples et des cultures indigènes. Dans la majorité des situations, la conversion à l'islam n'était pas obligatoire.
Les individus relevant d'une des deux autres religions abrahamiques (juifs et chrétiens appelés gens du Livre dans le Coran) se voyaient attribuer un statut spécifique de dhimmi. Ils se devaient de verser un impôt spécifique (djizîa), et subir des discriminations et des vexations légalisées (interdiction de monter à cheval, interdiction de porter une arme, interdiction d'épouser une musulmane, obligation de laisser la priorité en toute circonstance aux musulmans, obligation de porter un signe distinctif, etc.),.
En contrepartie de l'acceptation de ce statut, la société musulmane garantissait la protection et le statut de citoyen aux dhimmis.
Dans ce cadre, certains chrétiens ou Juifs occupaient parfois de hautes fonctions de conseil auprès du calife auxquels ils devaient allégeance.
En échange, les dhimmis n'étaient pas obligés de verser l'aumône (zakât) qui est une obligation religieuse musulmane, ni de participer à la défense du pays en temps de guerre.
Après une victoire musulmane, les populations qui ne se référaient pas à un des deux monothéismes n'avaient pas de statut et dépendaient du bon vouloir des musulmans locaux.[réf. nécessaire]
À l'époque, l'attribution d'un statut préétabli et standard est une innovation qui permet à certaines minorités de préférer la dhimma au statut antérieur.
Dans certaines zones de la civilisation islamique, l'islamisation s'accompagne également de l'arabisation, alors que dans d'autres, la totalité ou une partie de la population a pu ou su garder sa culture et sa langue ; c'est le cas notamment des peuples berbères au Maghreb, mais également en Iran, Afghanistan, Pakistan, Inde[réf. nécessaire].

### Après les conquêtes initiales
Les pays de confession musulmane entretenaient le commerce dans la région de l'océan Indien (avant l'arrivée des comptoirs portugais) et dans le Sahara. Ce fut à travers l'activité commerciale que les contacts locaux, par opportunisme ou conviction, se convertirent dans des régions telles que le Sahel et les Indes orientales. Le contrôle politique musulman n'apparut qu'après qu'une partie importante de la population de ces régions se fut convertie.

### Époque contemporaine (XXe–XXIesiècles)
L’évolution de la démographie mondiale induit d’importants flux migratoires, et notamment l’arrivée de populations musulmanes dans des pays qui ne sont pas de tradition islamique, comme la Belgique, le Canada, la France ou encore le Royaume-Uni pour le monde occidental.
En 1983, l’Organisation islamique pour l'éducation, les sciences et la culture et l’Organisation de la coopération islamique s'accordent sur la mise au point d'une stratégie de renforcement des communautés musulmanes installées en Occident. Le document, intitulé « Stratégie de l’action islamique culturelle à l’extérieur du monde islamique », est adopté au Sommet de Doha au Qatar en 2000 par les pays membres de l’ISESCO. Ainsi, l'islamisation moderne semble être un retour de l'individu à des valeurs, des collectivités et des codes vestimentaires arabo-musulmans, et un renforcement de la communauté.
Un autre développement est celui de l'islam transnational, analysé par les chercheurs français sur l'islam Gilles Kepel et Olivier Roy. Il comprend un sentiment d'« identité islamique universaliste croissante » comme souvent partagée par les musulmans immigrés et leurs enfants qui vivent dans des pays non musulmans :

« L'intégration accrue des sociétés du monde, grâce à une meilleure communication, aux médias, aux voyages et aux migrations, donne du sens au concept d'un seul islam pratiqué partout de la même façon, et un islam qui transcende les coutumes nationales et ethniques. »

Cela n'implique pas nécessairement les organisations politiques ou sociales : « Une identité musulmane mondiale n'implique pas nécessairement ou même habituellement d'action de groupe organisé. Même si les musulmans reconnaissent une affiliation globale, le véritable cœur de la vie religieuse musulmane reste en dehors de la politique — dans des associations locales pour le culte, la discussion, l'entraide mutuelle, l'éducation, la charité, et d'autres activités communautaires ».
Cependant, des enquêtes ont montré que la majorité du monde musulman veut une démocratie intégrée avec l'islam et la charia,, ce qui est une cause de préoccupation pour certains commentateurs du fait de la croissance rapide de la population islamique en Europe occidentale et de son manque d'assimilation, et aussi selon l'idée que les migrants seraient des pépinières pour les terroristes.
Une dernière cause est la croissance et l'élaboration d'organisations militaires transnationales. Les années 1980 et 1990, avec plusieurs grands conflits du Moyen-Orient, y compris le conflit israélo-arabe, l'Afghanistan dans les années 1980 et 2001, et les trois guerres du Golfe (1980-89, 1990-91, 2003) ont été les catalyseurs d'une internationalisation croissante des conflits locaux. Des personnalités comme Oussama ben Laden et Abdallah Azzam ont joué un rôle crucial dans cette évolution, aussi bien en politique intérieure qu'en politique mondiale.

#### En France
C’est vers 2003 qu'on commence, en France, à parler de l’islamisation. L'existence d'un phénomène d'« islamisation » de ces sociétés est un sujet controversé.
Des personnalités politiques ont repris ce terme lors de campagnes électorales, à l'image du souverainiste français Philippe de Villiers qui déclare le 16 juillet 2005 au journal télévisé :

« nous ne pouvons pas continuer à assister impuissants à l'islamisation progressive de la société française » ; « l'islam est le terreau de l'islamisme, et l'islamisme le terreau du terrorisme. »

Le sociologue Raphaël Liogier dénonce le « mythe paranoïaque de l’islamisation », lequel conduit à une obsession collective qui voit « un complot musulman visant à détruire l’Europe, à faire disparaître sa culture », d'où des réactions islamophobes. Selon lui il est fondé sur une mise en scène avec quatre personnages : 

« le héros qui défend l’Europe, le peuple trompé qui représente la majorité silencieuse, le traître multiculturaliste qui choisit les droits de l’homme et qui va être soit un naïf, soit une personne qui se range du côté des forts, et le djihadiste. Cette dernière figure négative et répulsive peut attirer, selon Liogier, des personnes en situation économique et sociale précaire et psychologiquement faibles. »

En 2011, le président du CRIF, Richard Prasquier, et le président de la LICRA, Alain Jakubowicz, écrivent dans Le Monde :

« ceux qui parlent de l'islamisation de la France sont guidés par la même obsession xénophobe que ceux qui dénonçaient la judaïsation de notre pays dans les années 1930. »

En 2016, une étude menée par l'Institut Montaigne, un think-thank proche de la droite libérale, affirme que 29 % des musulmans français interrogés pensent que la charia est plus importante que la loi de la République, et que 28 % d'entre eux ont des valeurs opposés à la République.
Plusieurs commentateurs (en général de droite ou d'extrême droite) dénoncent également un phénomène d'islamisation. En 2018, Jean-Frédéric Poisson publie un ouvrage pour commenter le texte publié par l'Organisation islamique pour l'éducation, les sciences et la culture, « Stratégie de l’action islamique culturelle à l’extérieur du monde islamique », qu'il voit comme « un véritable document de conquête »[pertinence contestée].